# Veitsch
Veitsch là một đô thị thuộc huyện Mürzzuschlag bang Steiermark, nước Áo. Đô thị Veitsch có diện tích 77,71 km², dân số thời điểm cuối năm 2008 là 664 người.